# Plav-Gusinje
Plav-Gusinje (Serbi Ciríl·lic: Плав-Гусиње) és un nom per la regió geogràfica al nord-est de Montenegro. La regió correspon amb el territori del municipi de Plav. Les poblacions més importants de la regió són els pobles de Plav i Gusinje.

## Demografia de la regió (municipi dePlav)
El 2003 la població del municipi de Plav estava formada per:
- Bosnis (49,32%)
- Albanesos (19,70%)
- Serbis (18,93%)
- Musulmans per nacionalitat (5,71%)
- Montenegrins (5,54%)